# سارا روبلز
سارا روبلز (انگلیسی: Sarah Robles؛ زادهٔ ۱ اوت ۱۹۸۸) وزنه‌بردار زن اهل ایالات متحده آمریکا است.
وی در مسابقات کشوری و بین‌المللی در مجموع برندهٔ ۲ مدال طلا شده‌است.